# Synchiropus ocellatus
Espèce
Le Mandarin ocellé ou poisson-mandarin ocellé (Synchiropus ocellatus) est un petit poisson d'eau de mer du genre Synchiropus appartenant à la famille des Callionymidés.